# غرق شدن مهاجران لیبی (۲۰۱۸)
غرق شدن مهاجران لیبی در ۹ ژانویه ۲۰۱۸، رخ داد. این حادثه با سوراخ شدن قایق لاستیکی حامل مهاجران در ساحل لیبی بیش از ۱۰۰مفقود برجای گذاشت. در حادثه دیگری در ۲ فوریه یک قایق حامل حدود ۹۰ مهاجر اکثراً پاکستانی در سواحل لیبی غرق شد.

## شرح حادثه
- روز سه‌شنبه ۹ ژانویه ۲۰۱۸ یک قایق لاستیکی که حامل بیش از ۱۰۰ مهاجر از سواحل لیبی به سمت ایتالیا و کشورهای اروپایی بودند به دلیل سوراخ شدن غرق شد. تنها ۱۶ نفر که خود را از قایق غرق شده آویزان کرده بودند نجات پیدا کردند و بنا بر اظهارات مهاجران نجات یافته بیش از صد پناهجو مفقود هستند. قایق در شهر الخمس در حوالی ۱۰۰ کیلومتری پایتخت لیبی غرق شده‌است.[۳]
بنابر گفته فرمانده گارد ساحلی، نیروهای گارد ساحلی موفق نشده‌اند بقیهٔ مهاجران را پیدا کنند و «تاکنون حتی اجساد افراد ناپدیدشده هم کشف نشده‌است». تعدادی از نجات‌یافتگان، زن بوده‌اند.
- روز جمعه ۲ فوریه ۲۰۱۸ یک قایق حامل حدود ۹۰ مهاجر اکثراً پاکستانی در سواحل لیبی غرق شد. دراین حادثه تنها ۳نفر زنده باقی‌مانده‌اند و ۱۰ جسد از غرق شدگان توسط امواج به ساحل آورده شده‌اند. سخنگوی سازمان بین‌المللی مهاجرت در یک کنفرانس مطبوعاتی در ژنو گفت افراد زنده مانده به کمک رسانان گفتند اکثر مهاجران قایق پاکستانی بودند که از شمال آفریقا قصد داشتند از طریق قایق قاچاقچی به ایتالیا بروند.[۴]

## بحران مهاجران ۲۰۱۸
بنا به گفته نیروی دریایی لیبی در همین روز ۹ ژانویه قایق‌های نجات این کشور ۳۰۰ مهاجر اهل کشورهای شمال آفریقا را که در سه قایق دیگر بودند سوار قایق‌های نجات کردند.
شنبه ۶ ژانویه، ۲۰۱۸ قریب به ۶۴ نفر بر اثر غرق شدن قایق در دریای مدیترانه جان خود را از دست دادند. گارد ساحلی ایتالیا ۸۶ مهاجر را که قایق شان به دلیل سوراخ شدن غرق شده بود نجات دادند.
این اولین بیلان بالای تلفات انسانی تراژدی مهاجران در سال ۲۰۱۸ را نشان می‌دهد.

## پیشینه
در مجموع ۲٫۸۳۲ مهاجر در سال ۲۰۱۷ در مسیر دریایی لیبی به ایتالیا در دریای مدیترانه جان خود را از دست داده‌اند. این آمار به نسبت تلفات ۴٫۵۸۱ کشته در سال ۲۰۱۶ کمتر است. از ۱۸۱٫۴۳۶ مهاجری که در سال ۲۰۱۷ تلاش داشتند به ایتالیا بروند، تنها ۱۱۹٫۳۱۰ مهاجر توانستند خود را به ایتالیا برسانند.